# Teufelssee (Seddiner See)
Der Teufelssee ist ein rund 4,6 Hektar großes Gewässer auf der Gemarkung der Gemeinde Seddiner See im Landkreis Potsdam-Mittelmark im Land Brandenburg.
Der See liegt im südöstlichen Teil der Gemarkung in einem Waldgebiet. Südlich grenzt das Stadtgebiet von Beelitz mit den 60,5 m hohen Bibernellenbergen an. Der See wird zum Baden und für den Angelsport genutzt. Im Gewässer wurden Aale, Barsche, Brassen, Güster, Hechte, Karpfen, Rotaugen, Rotfedern, Zander und Zwergwelse nachgewiesen.